# Bucey-lès-Gy
Bucey-lès-Gy – miejscowość i gmina we Francji, w regionie Burgundia-Franche-Comté, w departamencie Górna Saona.
Według danych na rok 1990 gminę zamieszkiwały 583 osoby, a gęstość zaludnienia wynosiła 27 osób/km² (wśród 1786 gmin Franche-Comté Bucey-lès-Gy plasuje się na 273. miejscu pod względem liczby ludności, natomiast pod względem powierzchni na miejscu 94.).